# Île de la Platière
 (février 2019).
 (février 2019).
Si vous disposez d'ouvrages ou d'articles de référence ou si vous connaissez des sites web de qualité traitant du thème abordé ici, merci de compléter l'article en donnant les références utiles à sa vérifiabilité et en les liant à la section « Notes et références ».
L'île de la Platière est une île située sur le Rhône, rattachée à trois départements l'Isère, la Loire et l'Ardèche, dans la région Rhône-Alpes. La réserve naturelle nationale de l'île de la Platière a été créée par le ministère de l'environnement, le 6 mars 1986. Sa gestion a été confiée au Conservatoire d'Espaces Naturels de l'Isère en 2017. L'île comprend également une zone Natura 2000 ainsi qu'un Espace Naturel Sensible.

## Présentation
Elle s'étend sur les communes de Saint-Maurice-l'Exil, Sablons, Salaise-sur-Sanne, Péage-de-Roussillon (Isère), Limony  et  Serrières (Ardèche), Saint-Pierre-de-Bœuf (Loire).
La réserve naturelle de l’île de la Platière a une superficie d’environ 500 ha. Entre Lône et Vieux Rhône, vous pouvez cheminer au travers de la forêt alluviale. Ambiance « petite jungle » garantie ! L’Espace Naturel Sensible (ENS) du méandre des oves : Sur cet ancien lieu humide, une mare pédagogique vous permet d’être au plus près de la vie aquatique. Profitez également des points de vue sur une prairie sèche et sur le vieux Rhône pour faire de belles observations ! Le site Natura 2000 couvre environ 12 km de fleuve et des terrains voisins, avec le double objectif de préserver la biodiversité et de valoriser les territoires. L’accès aux sites naturels est libre tout au long de l’année sauf en cas de crue ou de vents forts (sites au bord de la Via Rhôna pour un accès en déplacement « doux »).

## Faune et flore
La réserve abrite une mosaïque de milieux (lônes, fleuve, mares, prairies sèches, prairies alluviales, forêts alluviales, etc.) permettant à la faune et la flore de prospérer.

### Oiseaux
Le site de l’île de la Platière, zone humide fluviale d’intérêt majeur du Rhône entre Lyon et la Camargue a été désigné en 1994 comme zone importante pour la conservation des oiseaux (ZICO). En effet, par la grande diversité des milieux qu'il occupe (des zones aquatiques aux zones agricoles) et par sa position clef par rapport aux migrations des oiseaux, zone de nidification, de halte migratoire et d’hivernage, le site recense un nombre très important d’espèces (228). Au-delà de cette grande diversité, il présente une importance particulière pour le cycle de reproduction de certaines d’entre elles d’intérêt européen comme le milan noir, l’aigrette garzette, le martin pêcheur ou le guêpier d'Europe.

#### Les boisements alluviaux
Ici, les espèces nicheuses sont principalement : le milan noir, le loriot d'Europe, la grive musicienne, la fauvette à tête noire, le troglodyte mignon, le grimpereau des jardins, le pic épeiche, le pic épeichette. Deux colonies nicheuses, mixtes de hérons cendrés et d’aigrettes garzettes sont installées dans ces boisements avec une quarantaine de couples pour le héron cendré et moins de dix couples pour l’aigrette garzette. Deux à trois couples de faucons hobereaux nichent aussi chaque année dans la ripisylve. Le grand-duc d'Europe qui niche dans les vallons rhodaniens est entendu ou observé de temps en temps dans ce milieu où il vient chasser.

#### La phragmitaie
Le long du vieux-Rhône on peut observer pendant la période de nidification, la rousserolle effarvatte  ainsi que la bouscarle de Cetti. En migration la marouette ponctuée a été observée à plusieurs reprises, ainsi que la rémiz penduline. Le râle d'eau est surtout présent pendant la période d’hivernage.

#### Le vieux Rhône et les lônes
Le martin pêcheur est présent toute l’année et niche surtout sur les berges des lônes et des ruisseaux. Durant les périodes de migrations on peut observer le balbuzard pêcheur, le héron pourpré. Sur le vieux-Rhône durant l’hivernage, le canard chipeau est présent avec un effectif pouvant monter jusqu’à 80 individus. Le canard siffleur avec une dizaine d’oiseaux hivernants est présent régulièrement. Le gros des effectifs est représenté en hiver par le canard colvert (plusieurs centaines d’individus). Le dortoir de grands cormorans accueille plusieurs centaines d’oiseaux pendant la saison hivernale. Depuis plusieurs années, une nouvelle espèce est apparue avec un effectif croissant en hivernage, il s’agit de la grande aigrette, l’effectif maximal observé était d’une centaine d’individus. En hiver, des petits groupes de grèbes castagneux sont observés sur les lônes et le Rhône.

#### Le canal
Durant les migrations, de nombreuses espèces de limicoles y font halte mais ce sont surtout les chevaliers guignettes qui présentent les plus gros effectifs avec des pics journaliers au printemps pouvant dépasser les 130 individus. Le chevalier aboyeur et le chevalier cul-blanc sont observés régulièrement. Quant au petit gravelot, il niche de temps en temps sur le haut des digues. D’autres limicoles comme le tournepierre à collier ou le bécasseau de Temminck sont observés plus rarement.

#### Les prairies
Ce milieu est apprécié par la fauvette grisette, le rossignol philomène, l’hypolaïs polyglotte ainsi que par le guêpier d'Europe. De façon irrégulière quelques couples de pies-grièches écorcheurs y nichent. Le tarier pâtre niche aussi mais sporadiquement. Sur l’ensemble du secteur, le circaète Jean-le-blanc (qui niche dans les vallons sauvages) est observé à la belle saison. Il vient chasser les reptiles sur la plaine. La bondrée apivore qui se nourrit de couvains de guêpes est présente aussi de la fin mai au mois de septembre. L’autour des palombes (occasionnel), le faucon pèlerin et le hibou grand-duc viennent chasser sur l’île de la Platière où les proies sont abondantes. En période de migrations, les vols de cigognes blanches sont observés régulièrement à partir de la mi-août.

### Mammifères
La loutre qui avait disparu, est de retour depuis 2010. Elle se nourrit principalement de poissons, mais aussi de grenouilles, de crustacés et de mollusques. C’est un animal solitaire qui marque son territoire en déposant ses crottes, que l’on appelle des épreintes. Le castor d'Europe est l’animal emblématique du Rhône. Il est le plus gros rongeur d’Europe. Il se nourrit d’écorces et de feuilles d’arbres tendres tels que les saules et les peupliers présents sur les berges du fleuve. Il vit en famille sur un territoire bien défini et creuse son terrier dans la berge qu’il recouvre de branchages.

### Amphibiens
Le peuplement d’amphibiens s’est considérablement appauvri du fait des aménagements et de la fragmentation du paysage. Il reste néanmoins quelques espèces typiques des milieux alluviaux dont le crapaud calamite. Ce crapaud est une espèce pionnière qui se reproduit dans des mares temporaires, c’est pourquoi le développement des œufs et des têtards est très rapide.

### Libellules
Plusieurs espèces de gomphes sont présentes dans le secteur de l’Ile de la Platière. Redécouverte en 2007 dans la lône de la Platière, le gomphe à pattes jaunes est une espèce protégée que l’on croyait disparue du bassin du Rhône. Cette espèce affectionne les eaux courantes de bonne qualité ayant un fond sableux dans lequel peut s’enfoncer sa larve.

### Papillons
La présence de prairie permet à une grande richesse de papillon d’être présente. À ce jour, plus de 60 espèces de papillons de jour ont été observées dans la plaine. Certains sont particulièrement remarquables comme l’azuré des coronilles. Une autre espèce, le petit mars changeant, est typique des boisements alluviaux. Sa chenille se développe sur les saules blancs et les peupliers noirs.

### Reptiles
Souvent méconnus et redoutés, certains reptiles sont aquatiques : ce sont les couleuvres à collier et vipérines. Elles vivent dans et à proximité de l’eau, sont de très bonne nageuses et se nourrissent d’amphibiens.

### Flore
Avec plus de 700 espèces de végétaux supérieurs, la plaine alluviale abrite près de 15% de la flore française.
La flore bryophytique (les mousses) présente également une richesse importante : l’inventaire conduit en 2009 a permis de détecter 158 taxons. Cette richesse importante s’explique par la mosaïque de milieux déterminée principalement par le gradient d’humidité :
- Milieux aquatiques, en eau courante ou stagnante du fleuve et de ses bras secondaires ou morts.
- Milieux amphibies des berges, où les plantes ont souvent les pieds dans l’eau du fait des fluctuations de niveau d’eau.
- Milieux terrestres plus ou moins humides, en relation avec la nappe phréatique et la fréquence d’inondation.
- Milieux terrestres secs mais occasionnellement inondables des dépôts d’alluvions filtrantes (gravier, sable).

À ce gradient d’humidité s’ajoutent deux autres facteurs d’hétérogénéité : l’ancienneté des milieux hérités des déplacements du lit du Rhône : ainsi, l’île de la Platière est récente ; elle s’est construite par des dépôts d’alluvions au cours des XVIIIe et XIXe siècles, certaines parties datant même du milieu du XXe siècle. À l’inverse le méandre des Oves est plus ancien puisque ce cours du Rhône a été abandonné vers 1750. À chaque crue, malgré les aménagements, des alluvions sont emportées ici pour être déposées ailleurs, créant autant de milieux neufs rapidement colonisés par des végétaux pionniers. le côté boisé ou non du fait des pratiques agro-pastorales ou des conditions très humides ou très sèches qui limitent le développement du boisement. Ainsi des prairies et des cultures côtoient les boisements.
Les communautés végétales de la plaine comptent des espèces particulières que l’on ne trouve que dans les corridors alluviaux. Ainsi, l’orme lisse est un arbre strictement inféodé aux boisements alluviaux inondables et la violette élevée ne se rencontre que dans les prairies inondables. De nombreuses plantes, moins rares sont également typiquement fluviales (Vélar fausse giroflée (Erysimum cheiranthoides), par exemple). Au-delà de ces espèces particulières, la contrainte apportée par les inondations régulières façonne des assemblages d’espèces originaux : ainsi, dans les boisements alluviaux certaines espèces d’arbres, comme le hêtre commun ou le charme qui apprécient pourtant les sols riches et bien alimentés en eau, ne peuvent s’installer du fait de cette contrainte. L’absence de ces arbres très ombrageants, explique l’ambiance assez lumineuse de la forêt alluviale qui permet la coexistence d’un nombre important de végétaux ligneux incluant les grandes lianes. Des espèces rares et protégées
Parmi les végétaux supérieurs, 15 espèces bénéficient d’une protection nationale ou régionale : petite et grande naïades (Najas minor et Najas marina), mors de grenouille (Hydrocharis morsus-ranae) et petit rubanier (Sparganium emersum) dans les espaces aquatiques ; jonc fleuri (Butomus umbellatus), euphorbe des marais (Euphorbia palustris), isnardie des marais (Ludwigia palustris), renoncule scélérate (Ranunculus sceleratus), seneçon des marais (Senecio paludosus) dans les milieux humides amphibies, laîche à épi noir (Carex melanostachya), inule des fleuves (Inula britannica), pâturin des marais (Poa palustris) au niveau des grèves fréquemment inondables ; fougère langue de serpent (Ophioglossum vulgatum), orchis odorant (Anacamptis coriophora subsp. fragrans) et violette élevée (Viola elatior) dans les prairies alluviales.
Les boisements alluviaux abrite des vignes « sauvages » dont certains pieds pourraient être Vitis vinifera ssp sylvestris. Au delà de ces espèces protégées, plus de 50 espèces de végétaux supérieurs et 9 espèces de mousses présentent un fort enjeu patrimonial.